# Regering-Duvieusart
De regering-Duvieusart (8 juni 1950 - 16 augustus 1950) was een Belgische regering. Het was een homogene katholieke regering.
De regering was slechts voor een korte tijd aan de macht. Omdat de CVP/PSC een absolute meerderheid aan zetels had in de Kamer en de Senaat, kon een homogene regering worden samengesteld. De regering had af te rekenen met stakingen, betogingen en geweld naar aanleiding van de Koningskwestie. Koning Leopold III was op 20 juli 1950 teruggekeerd uit zijn ballingschap in Zwitserland, maar op 10 augustus deed de koning troonsafstand ten voordele van zijn oudste zoon en kroonprins Boudewijn.
Ze volgde de regering-G. Eyskens I op na de verkiezingen van 4 juni 1950. De regering-G. Eyskens I had ontslag genomen omdat de Liberale Partij uit de regering was gestapt. Dit kabinet werd opgevolgd door de regering-Pholien nadat het ontslag had genomen vanwege de gewelddadige protesten met doden door de terugkeer van koning Leopold III naar België.

## Vorming

### Verkiezingsuitslagen
De uitslag van de vervroegde verkiezingen van 4 juni 1950 gaf de CVP/PSC voor het eerst in 25 jaar de gelegenheid om een homogene regering te vormen. Deze absolute meerderheid, zowel in de Kamer als in de Senaat, betekende voor de partij de mogelijkheid om een einde te maken aan de institutionele crisis die het land sinds het einde van WOII verdeelde, waarbij alleen de katholieke partij voorstander was voor een terugkeer van koning Leopold III in tegenstelling tot de socialisten, de communisten en de liberalen.

### Regeringsformatie
Op 6 juni 1950 werd Jean Duvieusart, die als gematigd werd beschouwd, opgeroepen door de prins-regent Karel, die redelijk afstandelijk was tijdens de formatie. Door de afstandelijke houding van de prins-regent antwoordde de nieuwe premier dat de grondwettelijke werking van de Belgische instellingen er duidelijk op wees dat het ambt naar een lid van de CVP/PSC moest gaan en dat de terugkeer van de koning niet de verantwoordelijkheid was van zijn partij, maar van een parlementaire meerderheid.
De volgende dag, 7 juni, werd de lijst van ministers voorgesteld en aanvaard door Karel. De regering bestond uit 15 leden, inclusief de eerste minister. Alle ministers kwamen vanuit de katholieke partij.
De regeringsverklaring werd op 28 juni voor de Kamer en de Senaat voorgelezen. Het belangrijkste deel van de debatten betrof de kwestie van de terugkeer van de koning. De regering stelde vast dat er een einde moest komen aan de onmogelijkheid om te regeren. Het vertrouwen in het beleid van de regering werd met een broze meerderheid van 108 stemmen voor en 100 stemmen tegen, bij één onthouding op 30 juni in de Kamer, en met 90 stemmen voor en 83 stemmen tegen op 5 juli in de Senaat gestemd.

## Samenstelling
De regering bestond uit 15 ministers. Alle ministers kwamen van de CVP/PSC.
| Ambtsbekleder | Ambtsbekleder | Ambtsbekleder                      | Functie                                            | Partij  |
| ------------- | ------------- | ---------------------------------- | -------------------------------------------------- | ------- |
|               |               | Jean Duvieusart (1900-1977)        | Eerste Minister                                    | PSC-CVP |
|               |               | Henri Carton de Wiart (1869-1951)  | Minister Justitie                                  | PSC-CVP |
|               |               | Paul van Zeeland (1893-1973)       | Minister Buitenlandse Zaken en Buitenlandse Handel | PSC-CVP |
|               |               | Gaston Eyskens (1905-1988)         | Minister Economische Zaken en Middenstand          | CVP-PSC |
|               |               | Albert de Vleeschauwer (1897-1971) | Minister Binnenlandse Zaken                        | CVP-PSC |
|               |               | Henri Moreau de Melen (1902-1992)  | Minister Landsverdediging                          | PSC-CVP |
|               |               | Oscar Behogne (1900-1970)          | Minister Arbeid en Sociale Voorzorg                | PSC-CVP |
|               |               | Maurice Orban (1889-1977)          | Minister Landbouw                                  | CVP-PSC |
|               |               | Pierre Wigny (1905-1986)           | Minister Koloniën                                  | PSC-CVP |
|               |               | Paul-Willem Segers (1900-1983)     | Minister Verkeerswezen                             | CVP-PSC |
|               |               | Jean Van Houtte (1907-1991)        | Minister Financiën                                 | CVP-PSC |
|               |               | Pierre Harmel (1911-2009)          | Minister Openbaar Onderwijs                        | PSC-CVP |
|               |               | Albert Coppé (1911-1999)           | Minister Openbare Werken                           | CVP-PSC |
|               |               | Alfred De Taeye (1905-1958)        | Minister Volksgezondheid en Gezin                  | CVP-PSC |
|               |               | André Dequae (1915-2006)           | Minister Wederopbouw                               | CVP-PSC |